# Leichtathletik-Länderkampf der Frauen 1963 BR Deutschland – Polen
| 14. Leichtathletik-Länderkampf mit bundesdeutscher Beteiligung 1963 | 14. Leichtathletik-Länderkampf mit bundesdeutscher Beteiligung 1963 |
| ------------------------------------------------------------------- | ------------------------------------------------------------------- |
|                                                                     |                                                                     |
| Ländervergleich der Frauen: BR Deutschland – Polen                  |                                                                     |
| Austragungsort                                                      | Kassel                                                              |
| Wettbewerbe                                                         | 12                                                                  |
| Datum                                                               | 6. Oktober 1963                                                     |
| 1. FRG 2. POL                                                       | 131,5 Punkte 117,5 Punkte                                           |
| Chronik                                                             |                                                                     |
| ← POL-FRG (M)                                                       | FRG-FIN-DNK/ISL-NOR-00 POL-SWE 10kampf (M) →                        |

Im vierzehnten Vergleich des Länderkampfjahres 1963 maßen sich auch die bundesdeutschen Frauen mit Polen. Die Begegnung fand zum sechsten Mal statt, bisher hatte die Bundesrepublik Deutschland zwei Niederlagen hinnehmen müssen, einmal hatte es ein Unentschieden gegeben und drei Mal hatte das bundesdeutsche Team gewonnen. Das diesjährige Aufeinandertreffen am 6. Oktober in Kassel wurde mit drei Athletinnen je Land und Disziplin ausgetragen. Der erste Tag des Fünfkampfs fand mit drei Übungen am 5. Oktober statt.

## Wettbewerbe und Modus
Neben den bei Frauenländerkämpfen üblichen elf Wettbewerben stand ein Fünfkampf auf dem Programm. Diese Disziplin wurde wie auch der ebenfalls ausgetragene 400-Meter-Lauf 1964 olympisch. Damit waren sämtliche damals olympischen Frauenwettbewerbe erfasst einschließlich der beiden Disziplinen, die erst im kommenden Jahr zum ersten Mal bei Olympischen Spielen stattfanden.
Eine Besonderheit bestand in der Zahl der Athletinnen pro Wettkampf. Anstelle der üblichen zwei Vertreterinnen pro Land und Disziplin traten hier drei Sportlerinnen an. Der Fünfkampf wurde nach der Punktetabelle von 1961 gewertet.
Die Länderkampfwertung erfolgte in den Staffeln nach dem Standardsystem. In den Einzelwettbewerben wurden die Punkte nach folgendem Schema vergeben: 1. Platz: 7 Punkte / 2. Pl.: 5 P. / 3. Pl.: 4 P. / 4. Pl.; 3 P. / ….

## Ergebnis
Von den Laufdisziplinen gingen drei an Polen und zwei an die Bundesrepublik Deutschland, die Polinnen gewannen darüber hinaus die Staffel. Im Bereich der Sprünge entschied die Bundesrepublik den Weitsprung für sich und Polen den Hochsprung. Die bundesdeutschen Leichtathletinnen sicherten sich zwei Disziplinsiege im Bereich Wurf/Stoß, die Polinnen kamen hier zu einem Sieg. In der Einzelwertung des Fünfkampfs lag zwar eine Polin vorn, doch die Disziplinwertung ging an die Bundesrepublik. In der Endabrechnung setzten sich die bundesdeutschen Sportlerinnen schließlich mit 131,5 zu 117,5 Punkten durch.

## Resultate

### 100 m
| Platz | Athlet             | Land | Zeit (s) |
| ----- | ------------------ | ---- | -------- |
| 1     | Halina Górecka     | POL  | 11,9     |
| 2     | Irena Kirszenstein | POL  | 12,0     |
| 3     | Jutta Stöck        | FRG  | 12,1     |
| 4     | Jutta Heine        | FRG  | 12,2     |
| 5     | Elżbieta Szyroka   | POL  | 12,2     |
| 6     | Barbara Rumpel     | FRG  | 12,2     |

### 200 m
| Platz | Athlet             | Land | Zeit (s) |
| ----- | ------------------ | ---- | -------- |
| 1     | Halina Górecka     | POL  | 24,3     |
| 2     | Irena Kirszenstein | POL  | 24,3     |
| 3     | Jutta Heine        | FRG  | 24,7     |
| 4     | Elżbieta Szyroka   | POL  | 24,8     |
| 5     | Johanna Gaiser     | FRG  | 25,1     |
| 6     | Erika Pollmann     | FRG  | 25,6     |

### 400 m
| Platz | Athlet            | Land | Zeit (s) |
| ----- | ----------------- | ---- | -------- |
| 1     | Margarete Buscher | FRG  | 56,2     |
| 2     | Janina Hase       | POL  | 56,4     |
| 3     | Erna Maisack      | FRG  | 56,4     |
| 4     | Uta Hemprich      | FRG  | 56,4     |
| 5     | Stefania Cybulko  | POL  | 57,1     |
| 6     | Celina Gerwin     | POL  | 57,3     |

### 800 m
| Platz | Athlet              | Land | Zeit (min) |
| ----- | ------------------- | ---- | ---------- |
| 1     | Antje Gleichfeld    | FRG  | 2:08,6     |
| 2     | Anita Wörner        | FRG  | 2:08,9     |
| 3     | Krystyna Nowakowska | POL  | 2:10,5     |
| 4     | Barbara Decker      | FRG  | 2:14,8     |
| 5     | Maria Mróz          | POL  | 2:16,4     |
| 6     | Henryka Jóźwik      | POL  | 2:25,8     |

### 80 m Hürden
| Platz | Athlet            | Land | Zeit (s) |
| ----- | ----------------- | ---- | -------- |
| 1     | Maria Piątkowska  | POL  | 10,8     |
| 2     | Erika Fisch       | FRG  | 11,0     |
| 3     | Inge Schell       | FRG  | 11,1     |
| 4     | Jutta Stöck       | FRG  | 11,1     |
| 5     | Halina Krzyżańska | POL  | 11,3     |
| 6     | Elżbieta Bednarek | POL  | 11,6     |

### 4 × 100 m Staffel
| Platz | Besetzung      | Land                                                                | Zeit (s) |
| ----- | -------------- | ------------------------------------------------------------------- | -------- |
| 1     | Polen          | Maria Piątkowska Irena Kirszenstein Elżbieta Szyroka Halina Górecka | 46,2     |
| 2     | BR Deutschland | Barbara Rumpel Jutta Stöck Erika Pollmann Jutta Heine               | 46,2     |

### Hochsprung
| Platz | Athlet                | Land | Höhe (m) |
| ----- | --------------------- | ---- | -------- |
| 1     | Jarosława Bieda       | POL  | 1,63     |
| 2     | Iwona Ronczewska      | POL  | 1,59     |
| 3     | Marlene Schmitz-Portz | FRG  | 1,59     |
| 4     | Heidemarie Hummel     | FRG  | 1,59     |
| 5     | Rita Kortum           | FRG  | 1,55     |
| 6     | Gizela Paździor       | POL  | 1,55     |

### Weitsprung
| Platz | Athlet               | Land | Weite (m) |
| ----- | -------------------- | ---- | --------- |
| 1     | Helga Hoffmann       | FRG  | 6,17      |
| 2     | Elżbieta Krzesińska  | POL  | 6,13      |
| 3     | Wilma Wildemann      | FRG  | 6,11      |
| 4     | Liesel Luxenburger   | FRG  | 5,97      |
| 5     | Renata Hein          | POL  | 5,90      |
| 6     | Mirosława Sałacinska | POL  | 5,69      |

### Kugelstoßen
| Platz | Athlet             | Land | Weite (m) |
| ----- | ------------------ | ---- | --------- |
| 1     | Sigrun Kofink      | FRG  | 15,23     |
| 2     | Marlene Klein      | FRG  | 15,23     |
| 3     | Jadwiga Kowalczuk  | POL  | 14,96     |
| 4     | Liesel Westermann  | FRG  | 13,84     |
| 5     | Stefania Kiewłen   | POL  | 13,68     |
| 6     | Kazimiera Rykowska | POL  | 12,85     |

### Diskuswurf
| Platz | Athlet             | Land | Weite (m) |
| ----- | ------------------ | ---- | --------- |
| 1     | Kazimiera Rykowska | POL  | 50,93     |
| 2     | Kriemhild Limberg  | FRG  | 50,90     |
| 3     | Zyta Mojek         | POL  | 48,91     |
| 4     | Marlene Klein      | FRG  | 48,33     |
| 5     | Zofia Sadkowska    | POL  | 47,03     |
| 6     | Liesel Westermann  | FRG  | 46,60     |

### Speerwurf
| Platz | Athlet             | Land | Weite (m) |
| ----- | ------------------ | ---- | --------- |
| 1     | Anneliese Gerhards | FRG  | 52,62     |
| 2     | Urszula Figwer     | POL  | 50,31     |
| 3     | Almut Brömmel      | FRG  | 48,96     |
| 4     | Ameli Koloska      | FRG  | 47,00     |
| 5     | Lucyna Krawcewicz  | POL  | 46,20     |
| 6     | Daniela Tarkowska  | POL  | 45,20     |

### Fünfkampf
| Platz | Name                 | Land | Punkte | 80 m Hürden | Kugel- stoßen | Hoch- sprung | Weit- sprung | 200 m   |
| ----- | -------------------- | ---- | ------ | ----------- | ------------- | ------------ | ------------ | ------- |
| 1     | Maria Piątkowska     | POL  | 4658   | 10,8 s      | 11,39 m       | 1,51 m       | 5,88 m       | 24,7 s  |
| 2     | Hannelore Keydel     | FRG  | 4602   | 11,5 s      | 14,01 m       | 1,54 m       | 5,67 m       | 25,8 s  |
| 3     | Zenta Kopp           | FRG  | 4527   | 10,9 s      | 09,44 m       | 1,48 m       | 6,19 m       | 24,8 s  |
| 4     | Maria Haas           | FRG  | 4510   | 11,6 s      | 12,88 m       | 1,54 m       | 5,76 m       | 26,28 s |
| 5     | Halina Krzyżańska    | POL  | 4391   | 11,2 s      | 10,61 m       | 1,45 m       | 5,85 m       | 25,5 s  |
| 6     | Mirosława Sałacińska | POL  | 4116   | 12,2 s      | 08,58 m       | 1,54 m       | 5,36 m       | 25,0 s  |

5. Oktober: 80-Meter-Hürdenlauf, Kugelstoßen, Hochsprung
6. Oktober: Weitsprung, 200-Meter-Lauf